# Aron Elimelech Szneur Zalman z Krosna
Aron Elimelech Szneur Zalman z Krosna (hebr. אהרן אלימלך שניאור זלמן מקרוסנו; ur. 1863, zm. 29 października 1923 w Krakowie) – cadyk.
Był synem Mordechaja Dow Bera z Hornistopola, praprawnukiem cadyka Menachema Nachuma Twerskiego (1730–1797), założyciela dynastii czarnobylskiej i zięciem Mojżesza z Rozwadowa. Początkowo był cadykiem w Ajgentówce w Rosji, następnie w Krośnie, a pod koniec życia przeniósł się do Krakowa. Jest pochowany na nowym cmentarzu żydowskim przy  ulicy Miodowej.